# Grivar

Grivar ou Panejar é um termo náutico que exprime o bater das velas num veleiro que navega muito cingido ao vento . Movimento da vela de balançar irregularmente quando se solta demais a escota ou quando a proa do barco aponta para a linha do vento num ângulo menor do que a orça fechada.
É nessa posição que se pode mais facilmente baixar a vela de estai ou fazer pequenos ajustamentos na vela grande quando se navega num monotipo ligeiro.